# Kampen, Nordfriesland
Kampen (Söl'ring: Kaamp) là một đô thị thuộc huyện Nordfriesland, bang Schleswig-Holstein, Đức.